# Allie Morrison
Alvin Roy Morrison, detto Allie (Marshalltown, 29 giugno 1904 – Omaha, 18 aprile 1966), è stato un lottatore statunitense, specializzato nella lotta libera.

## Palmarès
Olimpiadi
- 1 medaglia:
  - 1 oro (pesi piuma a Amsterdam 1928).